# Rhopalomyia flavipalpis
Rhopalomyia flavipalpis är en tvåvingeart som beskrevs av Vimmer 1928. Rhopalomyia flavipalpis ingår i släktet Rhopalomyia och familjen gallmyggor.
Artens utbredningsområde är Tjeckien. Inga underarter finns listade i Catalogue of Life.